# Partit Català Proletari
El Partit Català Proletari (PCP) va sorgir a començaments de 1934 de l'antic Estat Català-Partit Proletari (EC-PP). El seu principal dirigent fou Jaume Compte i Canelles. Defensava la formació d'un estat independent i socialista al Principat, i per això s'articulava com a partit comunista. El seu òrgan fou L'Insurgent. El nombre màxim d'afiliats fou de 500, la majoria barcelonins, i bona part d'ells lligats al CADCI. En els fets del sis d'octubre es va posar al costat del president Lluís Companys, i Jaume Compte va morir en la defensa de la seu del CADCI contra les forces republicanes.
El 1935 la nova direcció (després de la mort de Compte el 1934) encapçalada per Pere Aznar i Seseres i Artur Cussó va iniciar contactes amb el Bloc Obrer i Camperol (BOC), la Unió Socialista de Catalunya (USC), la Federació Catalana del PSOE i Esquerra Comunista (EC).
A les eleccions generals espanyoles de 1936 es presentà formant part del Front d'Esquerres, i va obtenir un escó per al seu cap Pere Aznar. El juliol del 1936, el PCP es va unir a la USC, Federació catalana del PSOE i al Partit Comunista de Catalunya formant el Partit Socialista Unificat de Catalunya (PSUC).